# 捷克新聞通訊社
（縮寫：ČTK），簡稱捷通社，是捷克的公共媒體通訊社，是該國最大通訊社。它的新聞使用捷克語、斯洛伐克語、英語。
成立於1918年10月28日，亦即捷克斯洛伐克形成的同日。自成立起，捷通社一直為政府國有，被多個政權使用；但是在1989年天鵝絨革命後，政府當局停止介入干預其編輯決策。1993年起，消弭了政府對捷通社的控制力，自此後一直由捷克國會下議院所遴選出的七人董事會來主導；董事會成員不被允許在政治上活躍。國家在1996年停止了對捷通社的經費補助。
1993年後，原本屬捷通社部分的機構，另行成立了斯洛伐克通訊社。